# Júlio César Jacobi
Júlio César Jacobi (Guaramirim, Brasil, 2 de septiembre de 1986), futbolista brasileño. Juega de portero y su actual equipo es el Itabirito FC del Campeonato Brasileño de Serie A.
Ha jugado para Botafogo, Benfica, Granada, Getafe, Fluminense, Gremio, entre otros.

## Plano personal
Júlio César, es hermano del también arquero Darci.

## Clubes
Fuente: https://www.transfermarkt.co/julio-cesar/profil/spieler/52647
| Club                   | Temporada     | Liga  | Liga  | Copa  | Copa  | Continental | Continental | Otros | Otros | Total | Total |
| Club                   | Temporada     | Part. | Goles | Part. | Goles | Part.       | Goles       | Part. | Goles | Part. | Goles |
| ---------------------- | ------------- | ----- | ----- | ----- | ----- | ----------- | ----------- | ----- | ----- | ----- | ----- |
| Botafogo · Brasil      | 2005          |       |       |       |       |             |             |       |       |       |       |
| Botafogo · Brasil      | 2006          |       |       |       |       |             |             |       |       |       |       |
| Botafogo · Brasil      | 2007          |       |       |       |       |             |             |       |       |       |       |
| Botafogo · Brasil      | Total         | 0     | 0     | 0     | 0     | —           | —           | —     | —     | 47    | 0     |
| Belenenses Portugal    | 2007–08       | 11    | 0     | —     | —     | —           | —           | —     | —     | 11    | 0     |
| Belenenses Portugal    | 2008–09       | 30    | 0     | 7     | 0     | —           | —           | —     | —     | 37    | 0     |
| Belenenses Portugal    | Total         | 41    | 0     | 7     | 0     | —           | —           | —     | —     | 48    | 0     |
| Benfica Portugal       | 2009–10       | 0     | 0     | 2     | 0     | 12          | 0           | —     | —     | 14    | 0     |
| Benfica Portugal       | 2010–11       | 4     | 0     | 6     | 0     | 0           | 0           | 0     | 0     | 10    | 0     |
| Benfica Portugal       | 2011–12       | —     | —     | —     | —     | —           | —           | —     | —     | —     | —     |
| Benfica Portugal       | 2012–13       | 0     | 0     | 0     | 0     | 0           | 0           | 0     | 0     | 0     | 0     |
| Benfica Portugal       | Total         | 4     | 0     | 8     | 0     | 12          | 0           | 0     | 0     | 24    | 0     |
| Granada · España       | 2011–12       | 16    | 0     | 1     | 0     | —           | —           | —     | —     | 17    | 0     |
| Getafe · España        | 2013–14       | 5     | 0     | —     | —     | —           | —           | —     | —     | 5     | 0     |
| Fluminense · Brasil    | 2014          | 0     | 0     | 0     | 0     | 0           | 0           | 0     | 0     | 0     | 0     |
| Fluminense · Brasil    | 2015          | 2     | 0     | 2     | 0     | 0           | 0           | 0     | 0     | 4     | 0     |
| Fluminense · Brasil    | 2016          | 16    | 0     | 1     | 0     | 0           | 0           | 0     | 0     | 17    | 0     |
| Fluminense · Brasil    | 2017          | 22    | 0     | 7     | 0     | 4           | 0           | 7     | 0     | 40    | 0     |
| Fluminense · Brasil    | 2018          | 35    | 0     | 4     | 0     | 10          | 0           | 13    | 0     | 62    | 0     |
| Fluminense · Brasil    | Total         | 75    | 0     | 14    | 0     | 14          | 0           | 20    | 0     | 123   | 0     |
| Grêmio · Brasil        | 2019          | 0     | 0     | 0     | 0     | 0           | 0           | 1     | 0     | 1     | 0     |
| Grêmio · Brasil        | 2020          |       |       |       |       |             |             |       |       |       |       |
| Grêmio · Brasil        | 2021          |       |       |       |       |             |             |       |       |       |       |
| Grêmio · Brasil        | Total         | 0     | 0     | 0     | 0     | —           | —           | —     | —     | 14    | 0     |
| Athletic Club · Brasil | 2023          |       |       |       |       |             |             |       |       |       |       |
| CRB · Brasil           | 2023          |       |       |       |       |             |             |       |       |       |       |
| Villa Nova · Brasil    | 2024          |       |       |       |       |             |             |       |       |       |       |
| Itabirito FC · Brasil  | 2025          |       |       |       |       |             |             |       |       |       |       |
| Total carrera          | Total carrera | 141   | 0     | 30    | 0     | 26          | 0           | 21    | 0     | 218   | 0     |

## Palmarés

### Campeonatos Regionales
| Título             | Equipo     | País   | Año  |
| ------------------ | ---------- | ------ | ---- |
| Taça Guanabara     | Botafogo   | Brasil | 2006 |
| Campeonato Carioca | Botafogo   | Brasil | 2006 |
| Taça Rio           | Botafogo   | Brasil | 2007 |
| Taça Guanabara     | Fluminense | Brasil | 2017 |
| Taça Rio           | Fluminense | Brasil | 2018 |

### Campeonatos nacionales
| Título                      | Club       | País:    | Año: |
| --------------------------- | ---------- | -------- | ---- |
| Liga Sagres                 | SL Benfica | Portugal | 2010 |
| Copa de la Liga de Portugal | SL Benfica | Portugal | 2010 |